# Palm Harbor
Palm Harbor es un lugar designado por el censo (en inglés, census-designated place, CDP) situado en el condado de Pinellas, en el estado de Florida, .Estados Unidos. Según el censo de 2020, tiene una población de 61 366 habitantes.

## Geografía
La localidad está ubicada en las coordenadas 28°5′5″N 82°45′27″O / 28.08472, -82.75750. Según la Oficina del Censo, tiene una superficie total de 72.79 km², de los cuales 44.96 km² corresponden a tierra firme y 27.83 km² están cubiertos de agua.

## Demografía
| Raza                   | Núm.   | Porc.   |
| ---------------------- | ------ | ------- |
| Blancos                | 52 977 | 86.33%  |
| Afroamericanos         | 1090   | 1.78%   |
| Amerindios             | 137    | 0.22%   |
| Asiáticos              | 1285   | 2.09%   |
| Isleños del Pacífico   | 26     | 0.04%   |
| De otras razas         | 1059   | 1.73%   |
| De una mezcla de razas | 4792   | 7.81%   |
| Total                  | 61 366 | 100.00% |

Del total de la población, el 7.75% son hispanos o latinos de cualquier raza.